# La Vernarède
La Vernarède är en kommun i departementet Gard i regionen Occitanien i södra Frankrike. Kommunen ligger i kantonen Génolhac som tillhör arrondissementet Alès. År 2022 hade La Vernarède 357 invånare.

## Befolkningsutveckling
Antalet invånare i kommunen La Vernarède
Referens:INSEE